# Browar Dojlidy
Browar Dojlidy – browar w Białymstoku należący do Kompanii Piwowarskiej S.A.

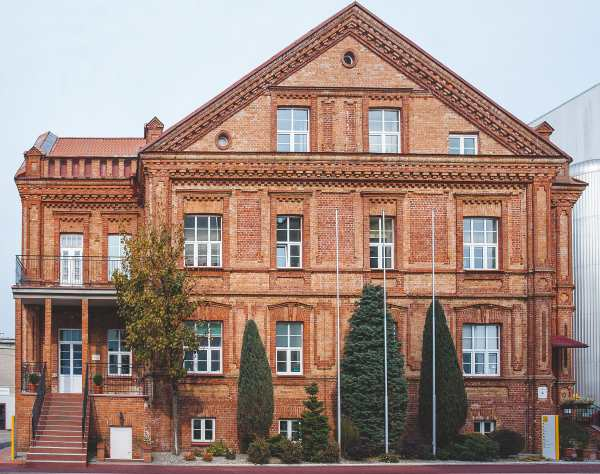
XIX-wieczne zabudowania browaru Dojlidy

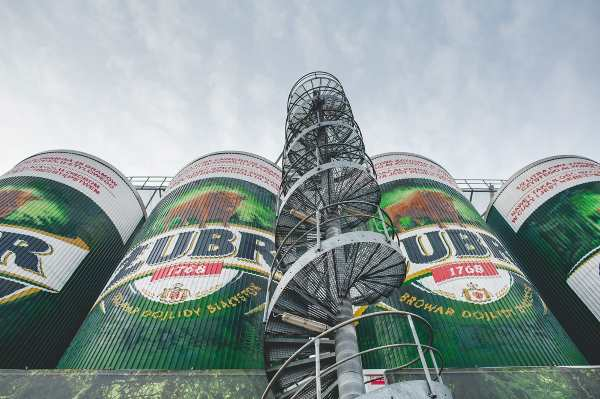
Fasada browaru pomalowana w 2012 r.

## Historia

### Początki
Pierwszy zakład piwowarski został wybudowany na Dojlidach w roku 1768 przez hetmana Jana Klemensa Branickiego. Po jego śmierci w 1771 r. browar, wraz z całymi dobrami białostockimi, dziedziczy wdowa po zmarłym, Izabella Elżbieta z domu Poniatowska. Działalność browaru zamiera. Potwierdzone jest jednak istnienie w Dojlidach browaru parowego przed rokiem 1881.
W 1891 roku majątek dojlidzki znalazł się w rękach hrabiowskiego rodu Rüdigerów. Z ich inicjatywy, na miejscu dawnego dworu Krusensternów, został zbudowany pałacyk w stylu neoklasycystycznym.

### I wojna światowa
Okres I wojny światowej kompleks dojlidzki przetrwał niemal nienaruszony. Jednak w 1915 roku Rosjanie wywieźli z browaru wszystkie urządzenia browarnicze.

### Lata międzywojenne
Po odzyskaniu przez Polskę niepodległości, generalnemu administratorowi dóbr dojlidzkich baronowi Rudolfowi von Brandstein, udało się uzyskać zezwolenie na powtórne uruchomienie browaru. Największą przeszkodę stanowił fakt, że właścicielka majątku dojlidzkiego Zofia z Kruzenszternów Rüdiger mieszkała na stałe w Berlinie i nie przyjęła obywatelstwa polskiego. W związku z tym Minister Rolnictwa i Dóbr Państwowych, na mocy ustawy o reformie rolnej, wydał 30 grudnia 1919 roku decyzję o przejęciu majątku pod zarząd państwowy. Zarządzenie to jednak nigdy nie weszło w życie, a majątek, mimo niejasnej sytuacji prawnej, pozostał w rękach baronowej. W 1921 roku został on sprzedany za 5 milionów marek niemieckich Bankowi Dyskontowemu w Warszawie i Polsko-Amerykańskiemu Bankowi Ludowemu w Krakowie.
Następnie cały majątek sprzedano księciu Jerzemu Rafałowi Lubomirskiemu. Za jego czasów zakład piwowarski przeszedł gruntowną modernizację. W końcu lat dwudziestych browar dojlidzki zajmował siódme miejsce pod względem produkcji piwa w kraju i był największym tego typu zakładem na ścianie wschodniej. Piwo dojlidzkie sprzedawane było w Grodnie, Brześciu, Wilnie, Słonimie, Baranowiczach, Warszawie i innych. W okresie międzywojennym browar dojlidzki osiągał roczną wysokość produkcji ok. 75 000 hl piwa i zatrudniał ok. 150 pracowników. Dobra dojlidzkie znajdowały się we władaniu Lubomirskich do 1939 r.

### II wojna światowa
W czasie II wojny światowej w browarze dojlidzkim piwo warzyli najpierw Rosjanie, a potem Niemcy. Podczas wycofywania się wojsk niemieckich z Białegostoku w 1944 roku browar został zniszczony.

### Lata powojenne
Po 12 lutego 1948 r. browar dojlidzki zostaje przejęty przez Skarb Państwa. Na początku lat 50. rozpoczyna się odbudowa, przy czym zakład zostaje uruchomiony dopiero w 1954 roku. W dawnym browarze umieszczono początkowo rozlewnię piwa, a następnie odbudowano ciąg produkcyjny i wznowiono produkcję pod szyldem Białostockich Zakładów Piwowarsko-Słodowniczych w Białymstoku. W roku 1969, po włączeniu browarów w Łomży i Suwałkach, przedsiębiorstwo to zostało przekształcone w Zakłady Piwowarskie Sp. z o.o.
W grudniu 1996 roku większościowym udziałowcem Zakładów Piwowarskich Sp. z o.o. w Białymstoku został niemiecki koncern piwowarski Binding Brauerei (w 2002 roku zmienił nazwę na Radeberger Gruppe A.G.) z Frankfurtu. W marcu 1997 roku nazwa zakładu została zmieniona na Browar Dojlidy Sp. z o.o. W latach 1997–1999 przeprowadzono gruntowną modernizację browaru.

### Od roku 2003
4 lutego 2003 r. Kompania Piwowarska S.A. nabyła większościowy pakiet udziałów Browaru Dojlidy. Obecnie browar wytwarza wyłącznie piwa Kompanii. W roku 2012 dla odzwierciedlenia tego faktu jego budynek pomalowano w taki sposób, by wyglądał jak puszki piwa Żubr. Nowy właściciel zmodernizował m.in. warzelnię piwa, piwnice i centrum dystrybucji, a także oświetlenie.

### Marki piwa
- Dojlidy Classic
- Dojlidy Herbowe
- Dojlidy Jakt
- Dojlidy Karmel
- Dojlidy Magnat
- Dojlidy Mocne
- Dojlidy Porter
- Dojlidy Złote
- Dojlidy Pils
- Dojlidy Gotyckie
- Dojlidy Neszer Kosher
- Dojlidy Żubr – obecnie Żubr